# Plocamiancora
Plocamiancora is een geslacht van sponsdieren uit de klasse van de Demospongiae (gewone sponzen).

## Soorten
- Plocamiancora arndti Alander, 1942
- Plocamiancora denticulata Topsent, 1927
- Plocamiancora igzo (de Laubenfels, 1930)
- Plocamiancora walvisensis (Uriz, 1988)